# Музей криптографии
Музе́й криптогра́фии — музей в Москве, посвящённый истории и сегодняшнему дню криптографии. Создан частной компанией «Криптонит», в настоящий момент входит в состав и реализует свою деятельность при поддержке «ИКС Холдинг».

## Здание
Музей расположен в историческом здании (Ботаническая улица, 25 строение 4) — в районе Марфино в Москве. Здание было построено в 1885 году на месте загородной дачи, принадлежавшей Богоявленскому монастырю, специально для детского приюта, который был назван Александро-Мариинским — в честь коронации Александра III и его супруги Марии Федоровны. В нем также находилась домовая церковь в честь иконы Божией Матери Утоли Моя Печали. Приют был предназначен для детей из семей бедных священников и мальчиков-сирот. Здесь жили и обучались грамоте, счёту, различным ремёслам, пению и игре на скрипке более 80 детей..
7 (19) августа 1888 года в газете «Московские церковные ведомости» было опубликовано объявление:
Объявленія. Отъ Марфинскаго, при Богоявленскомъ Монастырѣ, дѣтскаго пріюта. Желающіе поступить въ Марθинскій, при Богоявленскомъ Монастырѣ, дѣтскій приютъ могутъ подавать прошенія на имя преосвященнѣйшаго Мисаила, епископа Дмитровскаго, съ приложеніемъ метрической выписки о просителѣ, медицинскаго свидѣтельства объ оспопрививаніи и свидѣтельства отъ мѣстнаго священника о бѣдности родителей мальчиковъ.
После начала Первой мировой войны по инициативе великой княгини Елизаветы Фёдоровны в здании был организован приют для детей солдат, призванных на войну. После Октябрьской революции 1917 года приют был преобразован в детскую сельскохозяйственную колонию, где проживали около ста малолетних преступников и беспризорников. Одним из учителей, работавших в колонии, был художник-реалист Леонид Хорошкевич, который начал преподавать там черчение и рисунок в 1919 году. Тогда же храм был закрыт, а его имущество передано в церковь села Останкино. С 1923 года в здании приюта размещались детские дома и общеобразовательные школы, а в годы Великой Отечественной войны предположительно работал военный госпиталь. Сразу после войны и до 1946 года здесь располагалась детская колония МВД, где жили, учились и трудились беспризорные дети.

Марфинская шарашка в 1947 году

В 1946 году воспитанников детской колонии перевели в другие учреждения, а в здании была организована Спецтюрьма №16 МВД СССР — «лаборатория специальной техники и приборов для нужд МВД СССР», или Марфинская шарашка, как называли ее в народе. А в 1948 году лаборатория приобрела «особый» статус в структуре органов госбезопасности и стала называться «лаборатория № 8 отдела оперативной техники МГБ СССР». В этой спецтюрьме-лаборатории отбывали наказание математики, инженеры, физики, связисты и филологи, которые работали над созданием техники секретной связи. Среди заключенных были многие известные учёные, такие как Лев Копелев, Дмитрий Панин, а также математик и будущий нобелевский лауреат по литературе Александр Солженицын, описавший жизнь в шарашке в романе «В круге первом». В Марфинской спецтюрьме он был заведующим библиотекой, преподавателем английского языка и сотрудником аккустической группы, которая в частности занималась улучшением качества речи в первой советской цифровой системе шифрования звука М-803.
В 1952 году шарашка была преобразована в Научно-исследовательский институт (НИИ-2), который занимался разработкой шифровальной аппаратуры. В 1955 году предприятие было переименовано в Научно-исследовательский институт автоматики (НИИА), а позднее — в концерн «Автоматика». Долгие годы здание оставалось секретным объектом и попасть сюда обычному человеку было невозможно. В 2019 году оно было передано группе компаний «Криптонит», а в 2021 году в здании был открыт Музей криптографии.. Возглавила проект создания нового музея Лидия Лобанова, которая ранее занимались модернизацией Политехнического музея.
Строительные и организационные работы продолжались два года, после чего 21 декабря 2021 года музей был открыт для широкой публики.

## Экспозиция

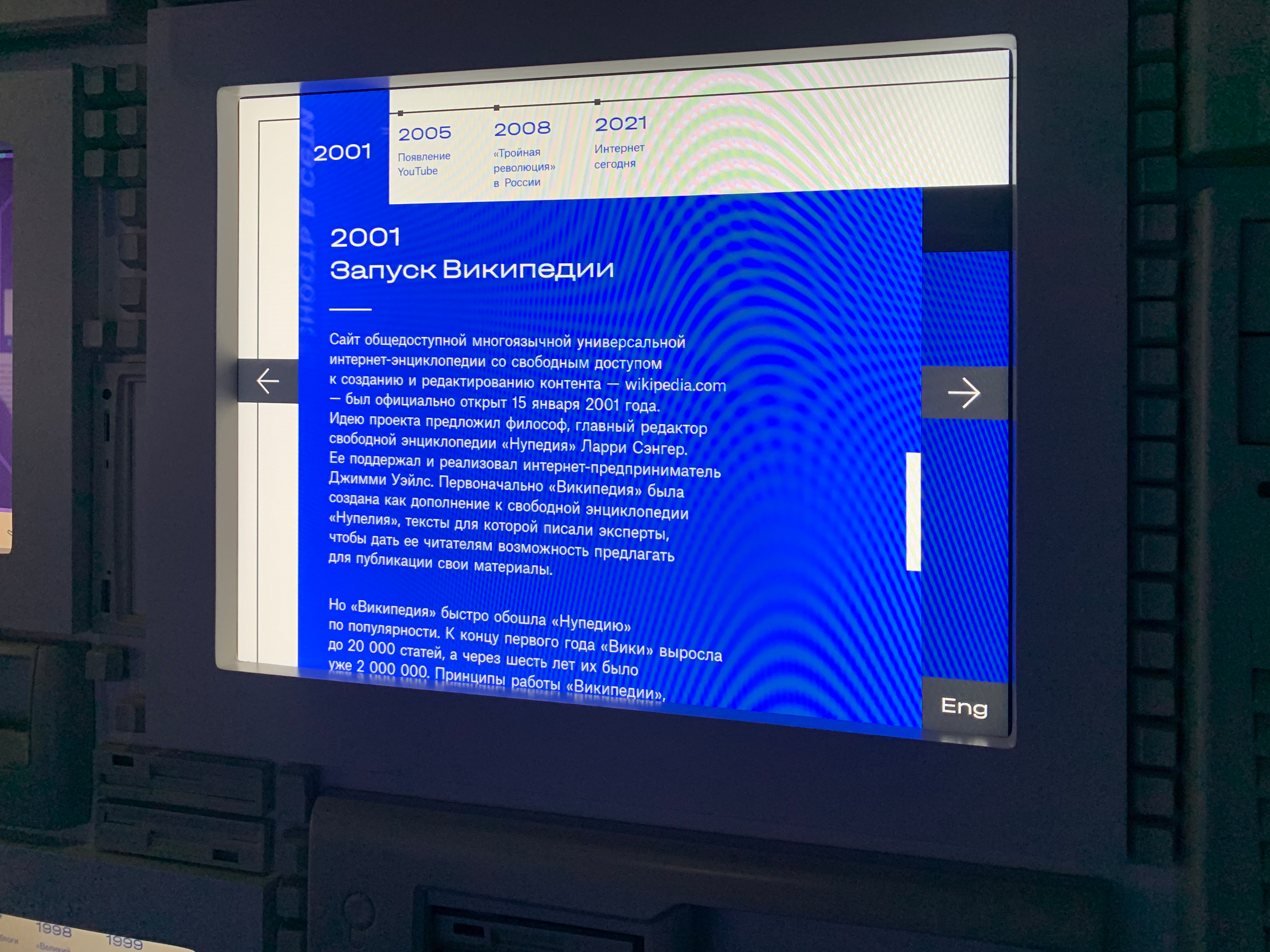
Стенд о Википедии в экспозиции музея

Постоянная экспозиция посвящена прошлому, настоящему и будущему криптографии и технологий коммуникации. Она включает четыре раздела и построена в обратной хронологии — от современности к древности.
Первый зал экспозиции — «Криптография в цифровую эпоху» — рассказывает о роли криптографии в жизни современного человека, о том, какими криптографическими алгоритмами люди пользуются каждый день, о том, как криптография делает коммуникации в интернете более защищенными. Экспозицию этого зала почти полностью составляют интерактивные инсталляции. Здесь можно узнать об истории интернета, о вредоносных компьютерных программах, о криптографических стандартах, хактивизме и технологии блокчейн, можно сделать цифровой арт-объект из собственной фотографии или научиться создавать надежные пароли с помощью аркадной игры..
Следующий зал — «Криптография в индустриальную эпоху» — посвящен эволюции средств коммуникации от телеграфа и телефона до радио и телевидения, ученым, чьи изобретения оказали влияние на развитие криптографии как науки, а также роли криптографии в исторических событиях и геополитике. В этом зале можно найти разделы, посвященные Владимиру Котельникову и Клоду Шеннону, чьи работы стали основой для научной криптографии, самым известным советским разведчикам — Рихарду Зорге и Рудольфу Абелю, антифашистской разведывательной группе «Красная капелла» и двойному агенту немецкой и британской разведок Наталье Сергеевой, их методам шифрования и способам передачи секретной информации, узнать об истории создания прямой линии связи между Москвой и Вашингтоном и о криптографических службах разных стран.
Третий зал — «Домашинная криптография» — рассказывает о времени, когда основным способом передачи сообщений были рукописные письма, которые приходилось засекречивать вручную, потому что электромеханических шифровальных машин еще не было. О том, как было создано первое механическое устройство для шифрования — цилиндр Джефферсона, о самых популярных шифрах того времени, о развитии шифровального дела в России XVII–XIX веков, первых профессиональных дешифровщиках на службе государства, а также об истории «черных кабинетов» в разных странах. Здесь посетители могут познакомиться с одним из самых известных полиалфавитных шифров в истории — шифром Виженера, увидеть коллекцию ручных шифраторов, а также узнать о первых попытках систематизации знаний о криптографии, отделенной от религии и мистики.
В четвертом зале — «Протокриптография» — речь идет о самых древних в истории инструментах и методах шифрования: от шифра Атбаш и диска Энея до магических квадратов и алхимических криптограмм. Также здесь можно узнать о возникновении письменной коммуникации и эволюции графических знаков различных систем письменности, которые по-прежнему остаются основой для передачи и хранения информации. В этом зале можно увидеть кинетическую инсталляцию «Знак», состоящую из движущихся нитей с символами различных алфавитных систем, в которой спрятаны несколько высказываний известных исторических личностей о шифровании и защите информации.
Отдельный, пятый зал музея — «Память здания» — посвящен истории здания и людям, чьи судьбы были с ним связаны. В зале представлена хронология событий, связанных с этим зданием, рассказано, какие роли оно выполняло в разные исторические периоды, собраны артефакты, найденные во время капитального ремонта, фотографии и архивные документы, в том числе специально рассекреченные для демонстрации в музее, а также воспоминания и свидетельства людей, которые жили и работали в здании в разные годы.
Всего в экспозиции Музея криптографии представлено более 120 мультимедийных инсталляций, включающих специально созданные интерактивные, кинетические и игровые экспонаты, объясняющие простым языком детям и взрослым суть сложных криптографических механизмов и математических понятий. С их помощью можно разгадать криптографические загадки, разобраться в устройстве сложных систем шифрования, узнать о секретах безопасной коммуникации в разные эпохи, установить взаимосвязь криптографии и важных исторических событий, заглянуть в будущее.
В экспозиционных залах и общественных пространствах музея также можно увидеть произведения медиаискусства, созданные современными художниками из разных стран: Дмитрием Морозовым (:vtol:) из России, Марио Сантамарией и дуэтом Мартина Надала и Цесара Эскудеро Андалуза из Испании, арт-группой LAb[au] из Бельгии и Арамом Бартолом  из Германии. Некоторые произведения, представленные в музее, были специально созданы или адаптированы для экспонирования.
Помимо постоянной экспозиции, в музее предусмотрены помещения для проведения различных выставок, лекционный зал, просветительский центр и мастерская.

## Коллекция

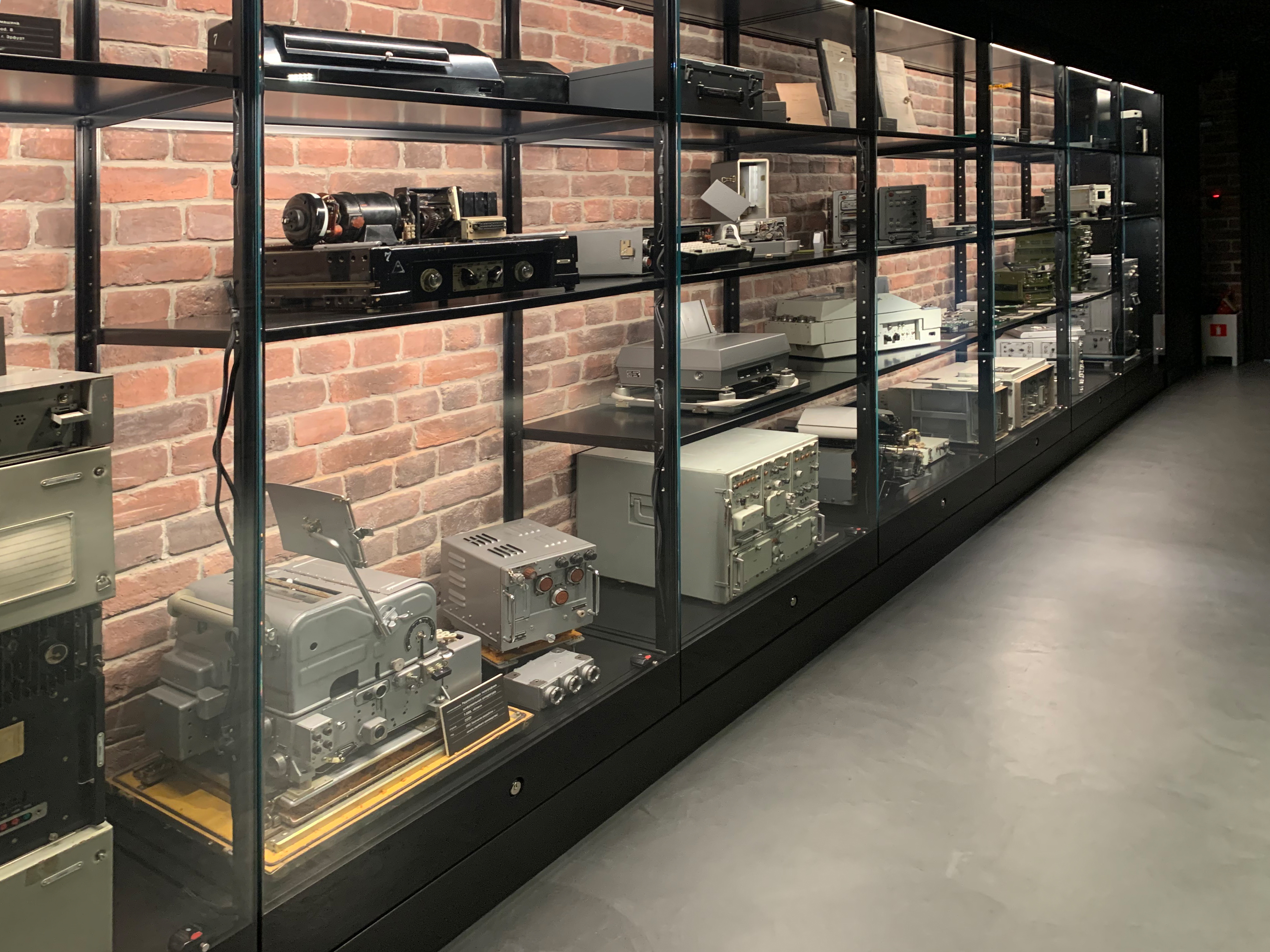
Открытое хранение коллекции Музея криптографии

По состоянию на 2025 год коллекция Музея криптографии включает в себя более 5000 единиц хранения, среди которых — оригиналы шифровальных машин и их реплики, созданные по патентам и чертежам, средства передачи информации, архивные материалы и фотографии.
Основой коллекции стали оригиналы советских шифровальных машин, ранее не представленные широкой публике, а также макеты шифровальной аппаратуры, предоставленные для демонстрации в музее федеральными органами исполнительной власти по указанию Президента Российской Федерации В.В. Путина.
Сегодня Музей криптографии — единственное место в России, где можно увидеть, например, легендарную советскую шифровально-кодировочную машину М-125-ЗМ («Фиалка-ЗМ»), специально рассекреченную к открытию, знаменитую немецкую шифровальную машину «Энигма» и еще множество редких исторических предметов и документов, часть из которых представлена в открытом хранении музейных фондов, а часть — в постоянной экспозиции.
В коллекцию Музея криптографии входят не только шифровальные машины и их копии, архивные материалы и фотографии, но и объекты, прямо и косвенно связанные с изобретателями, учеными, разведчиками. Например, в собрании музея есть коллекция личных вещей выдающегося советского и российского ученого Владимира Котельникова, включающая в себя более 100 предметов и 400 фотографий, часть из которых можно увидеть в экспозиции раздела «Кабинет Владимира Котельникова».

## Выставки и события
Музей криптографии работает как современная интерактивная площадка, где проходят лекции и мастер-классы, авторские экскурсии и квесты, конференции и дискуссии, кинопоказы и концерты, интеллектуальные викторины и профориентационные программы для школьников и студентов, а также временные выставки для детей и взрослых. Летом 2023 года в музее прошла интерактивная выставка-аттракцион для детей 7–10 лет и их родителей «Мне нужно тебе кое-что сказать», посвященная коммуникации и ее различным формам. А с октября 2024 по июнь 2025 года — интерактивная выставка «При чем тут космос» о роли космических технологий в нашей повседневности.

## Доступность
Выставочные и общественные музейные пространства организованы так, чтобы дать равный и комфортный доступ к материалам экспозиции и программам музея всем посетителям с учетом их потребностей и особенностей.
В общественных пространствах установлены лавки с поручнями, системы автоматического открывания и закрывания дверей, подъемники. Внутри экспозиции можно регулировать высоту некоторых инсталляций, видео сопровождаются субтитрами и переводом на жестовый язык, есть описания, выполненные шрифтом Брайля, некоторые инсталляции дополнены программами экранного доступа или игровым аудиорежимом. В экспозиции представлены экспонаты, доступные для тактильного осмотра, а также тактильные модели и копии предметов.
Музей регулярно проводит экскурсии и мастер-классы с переводом на русский жестовый язык или тифлокомментированием, специальные занятия для подростков и молодых взрослых с ментальными особенностями, а также инклюзивные программы.
В 2025 году музей организовал творческую лабораторию для людей с разным сенсорным восприятием «Услышать и быть услышанным», принять участие в которой могли все желающие. На протяжении пяти месяцев слепоглухие, незрячие, глухие и зрячеслышащие участники лаборатории посещали актерские и хореографические тренинги, искали способы коммуникации и анализировали реальные ситуации непонимания и неверной интерпретации. Итогом лаборатории стал перформанс «Обратная связь», основанный на жизненных ситуациях участников лаборатории и примерах их коммуникации с миром, переработанных средствами документального, драматического и психологического театра.

## Издательская программа
Музей криптографии выпускает книги для детей и взрослых, посвященные математике, криптографии и смежным дисциплинам, а также истории науки и техники. За два года с момента открытия в серии «Книжная полка Музея криптографии» вышло несколько репринтных и оригинальных научно-популярных и художественных изданий, в том числе «Занимательная математика» Якова Перельмана 1927 года и «Пляшущие человечки» Артура Конан Дойла 1946 года. В 2023 году был издан каталог «Музей криптографии. Коллекция», посвященный формированию музейного собрания с нуля и созданию экспозиции. В 2025 году вышло методическое пособие «Доступность мультимедийных и интерактивных инсталляций: что придумали и сделали в Музее криптографии и как это работает», в котором представлены примеры решений для обеспечения доступности, реализованные в экспозиции Музея криптографии.

## Премии
В 2022 году Музей криптографии был удостоен премии MUF Community Awards в номинации «Культурные инициативы», стал лауреатом IV Всероссийского конкурса «Корпоративный музей» в номинации «Открытие года», а также вошел в шорт-лист премии «Путеводная звезда» в номинации «Московские впечатления: выставки и музеи».
В 2023 году Музей криптографии стал победителем городского смотра-конкурса Правительства Москвы «Город для всех» в номинации «Организация культуры, создавшая лучшие условия доступности».

## Комментарии
1. ↑  Так в источнике — в заголовке написано «Марфинскій» через ф, в тексте объявления — «Марθинскій» через фиту.